# Cleveland Trust Company Building
El Cleveland Trust Company Building es un edificio de 1907 diseñado por George B. Post y ubicado en la intersección de East 9th Street y Euclid Avenue en el distrito Nine-Twelve del centro de la ciudad de Cleveland, en el estado de Ohio (Estados Unidos). Es una mezcla de estilos arquitectónicos Beaux-Arts, neoclásico y neorrenacimiento. Cuenta con una rotonda acristalada, una escultura de tímpano y murales interiores.
En 1910, el Swetland Building de 13 pisos, al estilo de una escuela de Chicago, se construyó junto al este del edificio Cleveland Trust Company. En 1971, la Cleveland Trust Tower de 29 pisos y estilo brutalista se construyó junto al sur del edificio Cleveland Trust Company. El edificio Cleveland Trust Company se sometió a una importante renovación interior de 1972 a 1973, pero se cerró al público en 1996. El condado de Cuyahoga compró las tres estructuras como parte del "complejo Ameritrust" en 2005. En 2013, se vendió el edificio Cleveland Trust Company al Geis Cos., que lo renovó (y parte del edificio Swetland) en una tienda de comestibles. El sótano del antiguo banco se convirtió en bar y discoteca. Se han conservado muchos, aunque no todos, de los elementos arquitectónicos y de diseño de interiores originales del Cleveland Trust Company Building.
El Cleveland Trust Building se agregó al Registro Nacional de Lugares Históricos en 1973.

## Arquitectura
Cuando se completó, el Cleveland Trust Company Building de cuatro pisos fue el tercer edificio bancario más grande de los Estados Unidos. También fue el primer edificio construido en el centro de Cleveland exclusivamente para el uso de un banco. La planta subterránea contenía una bóveda de banco de 180 toneladas con una puerta de 15 t. Era la bóveda de un banco más grande de Ohio en ese momento.
En el momento de su finalización, el estilo arquitectónico del edificio se describió como neorrenacentista. La crítica de arquitectura de Plain Dealer, Angela Chatman, estuvo de acuerdo con esa evaluación en 1989, al igual que el crítico de arquitectura de The Plain Dealer Steven Litt en 2006, la historiadora Sharon Gregor en 2010 y la revista Crain Cleveland Business en 2015. Sin embargo, en 1991 el historiador Jan Cigliano Hartman llamó a la construyendo una mezcla de estilos Beaux-Arts, neoclásico y neorrenacimiento. El arquitecto Marcel Breuer lo describió en 1967 como neoclásico, y Litt lo describió como tal en 1997. Pero el arquitecto Carl J. Stein dijo en 2010 que era más propiamente Beaux-Arts. Litt también cambió su evaluación del estilo de la estructura a Beaux-Arts en 2013.
El edificio fue ampliamente elogiado, entonces y ahora, como "una solución ingeniosa a los problemas planteados por un sitio irregular"..